# Kim Barth

Kim Barth live 2012

Kim Barth (* 28. Mai 1973) ist ein deutsch-dänischer Jazzmusiker (Saxofon, Querflöte), Musikproduzent, Arrangeur und Komponist.

## Leben und Wirken
Barth wuchs als Sohn eines deutsch-dänischen Ehepaars auf. Im Alter von 14 Jahren entdeckte er sein Interesse am Jazz und begann, das Saxofon zu spielen. 1992 absolvierte er sein Abitur am Labenwolf-Gymnasium Nürnberg, als erster Schüler, der sein Musikabitur im Hauptfach klassisches Saxofon machte.
Von 1993 bis 1996 studierte Barth Jazzsaxofon an der Musikhochschule Mannheim-Heidelberg bei Jürgen Seefelder. 1997 schloss er sein Studium Jazz und Popularmusik als Diplom-Musiker mit Hauptfach Saxofon ab. Die folgenden zwei Jahre lernte er Jazz-Arrangement bei Jürgen Friedrich und beendete dieses Aufbaustudium mit einem zweiten Diplom. Während des Studiums erfolgten Auslandssemester in den USA an der Long Island University, NY, am Brooklyn Campus (als Stipendiat des Bayerischen Musikfonds und der Long Island University). Dort lernte er 1996 bis 1997 Komposition und Arrangement bei Michael P. Mossmann, Kontrapunkt und Fugenlehre bei David Hollister und Robert Aquino sowie Saxofon bei Steve Wilson.
Barth lebte in Madrid und studierte an der Universität Complutense Spanisch. Die beiden Hauptstränge des musikalischen Wirkens Kim Barths sind lateinamerikanische/afro-kubanische Musik und die Verbindung Klassik und Jazz (im Projekt Jazz Symphony).

### Lateinamerikanische/afro-kubanische Musik
2001 gründete Barth das Projekt Bossa Nova Legends. Es entwickelte sich aus der intensiven Zusammenarbeit mit dem Gitarristen Paulo Morello (Morello & Barth) nach einem längeren Aufenthalt in Rio de Janeiro. Als Produzent, Arrangeur und Saxofonist/Querflötist besetzte er die Band mit den renommierten brasilianischen Sängern Alaíde Costa, Johnny Alf und Pery Ribeiro sowie der brasilianischen Jazzsängerin Leny Andrade. Dabei entstanden CD- und DVD-Produktionen (siehe Diskografie). Bis 2007 trat die Band in Jazzclubs, Konzerthallen und Jazz-Festivals wie Verona, Vilnius, Krakau, San Javier, Manchester, Belgrad, Sardegna, Pescara, La Reunión, Salzburg, der Düsseldorfer Jazz-Rally, dem Münchner Klaviersommer und in San Sebastián auf.
Zwischen 2006 und 2016 leitete Barth die Time Bandits Big Band. Unter seiner Ägide gastierten u. a. Joe Gallardo, Miguel Blanco und Michael Mossman als Solisten und Komponisten. Er bereicherte die Big Band mit vielen afro-kubanischen Arrangements. Für das Greetje Kauffeld & Paul Kuhn Trio übernahm er gemeinsam mit Morello 2006 die musikalische Leitung; so entstand die CD My Shining Hour (siehe Diskografie) mit brasilianischer Einfärbung, das 2006/2007 auf einer Tournee vorgestellt wurde.
Ab 2007 produzierte Kim Barth mit Paulo Morello die brasilianische Sängerin Viviane de Farias, stellte ihre Bossa-Nova-Begleitband zusammen, arrangierte Songs und spielte Saxofon und Querflöte auf den Alben Live (2009), Vivi (2017) und Moment of Passion (2007). Seit 2007 spielt die Band Tourneen in ganz Europa.
2013 formierte Barth die Brazilian Jazz Unit, die später auch als Jazz Unit Bestandteil des Jazz Monday wurde. (Letzterer ist eine Plattform für Jazz in der Metropolregion Nürnberg in der Kofferfabrik in Fürth.) Als modulares Bandkonzept entstand zum einen die Brazilian Jazz Unit (2013/14). Es folgten Konzerte mit Leonardo Montana, Mauro Martins, Dudu Penz, Erivelton Silva und Lula Galvao. Zum anderen die Cuban Jazz Unit (seit 2018). Für diese gastierten Musiker wie Julio Barreto, Gregory Rivkin, Carlos Sarduy, Frank Durand, Eliel Lazo, Julito Padron, Alberto Diaz, Denis Cuní. Die Unit konzertierte unter anderem auf dem renommierten Jazzfestival Jazz Plaza 2020 in Habana. Eine 2020 produzierte Cuban Jazz Unit-Hommage widmete Barth dem afro-kubanischen Werk des Pianisten und Komponisten McCoy Tyner.
Aus dem Studium in New York entwickelte sich eine enge musikalische Beziehung zum Trompeter und Arrangeur Michael Mossman, das 2014 zur gemeinsamen CD Late Night Coffee (Enja) führte. Die Tournee wurde begleitet von einer internationalen Combo.

### Jazz Symphony
Unter diesem Titel realisiert Kim Barth musikalische Crossover-Projekte, in denen er klassische Formationen (Symphonieorchester, Streichorchester und Streichquartette) mit (Latin-)Jazz verbindet. Als Solo-Flötist und -Saxofonist sowie als Musical Director trat er mit den Bamberger Symphonikern, der Staatsphilharmonie Nürnberg, Staatsphilharmonie Rheinland-Pfalz, den Nürnberger Symphonikern, Hofer Symphonikern, der Württembergischen Philharmonie Reutlingen, Conexión Latina, der Mittelsächsischen Philharmonie sowie dem Fürther Elisen Quartett und dem Quinten Streichquartett auf.  Dafür arbeitete er auch mit Arrangeuren wie Daniel Freiberg, Carlos Malta, Pete Lawrence, Michael Mossman und Miguel Blanco. Bei seinem Latinamerican-String-Project in der Reihe Passagen stellte Barth seine Latin-Jazz-Combo einem Streichquartett der Bamberger Symphoniker gegenüber.

### Lehrtätigkeiten
Barth lehrt seit 2005 als Dozent an der Hochschule für Musik Nürnberg unter anderem die Fächer Jazzsaxofon, Jazzquerflöte, Jazzklarinette, Methodik und Didaktik, Ensembles, Harmonielehre (Jazz), Rhythmik (Jazz) sowie Analyse und Stilkopie für Arrangement- und Kompositionsstudenten. An der Musikschule Fürth führte Barth zehn Jahre lang die Big Band und wirkte dort als Lehrer für Jazzimprovisation.
Beim Internationalen Jazzworkshop Erlangen, dem Jazzworkshop Fürth, der Internationalen Sommerakademie Neuburg und bei Lehrerfortbildungen der LAG Jazz an Schulen in Bayern leitete Barth Workshops für Jazzimprovisation, Bigband und lateinamerikanische Musik. Als Offizieller Botschafter des Deutschen Allergie- und Asthmabunds organisierte er Bläser-Workshops für Kinder mit Asthma.

## Diskografie
Als Bandleader und/oder Produzent
- Viviane de Farias – Vivi (CD, 2017, In + Out Records, mit Tizian Jost, Paulo Morello, Dudu Penz, Mauro Martins sowie Raul de Souza)
- Kim Barth & Michael P. Mossman  –  Late Night Coffee (CD, 2014, Enja, mit Paulo Morello, Dudu Penz, Heinrich Klingmann, Cliff Almond)
- Viviane de Farias – Moment of Passion (CD, 2007, In + Out Records)
- Greetje Kauffeld & Paul Kuhn Trio feat. Morello & Barth – My Shining Hour (CD, 2005, In + Out Records, mit Paul G. Ulrich, Willy Ketzer)
- Morello & Barth Present: Bossa Nova Legends (CD, 2004, In + Out Records, mit Leny Andrade, Pery Ribeiro, Johnny Alf, Alaíde Costa, Cindinho Teixeira, Lúcio Nascimento, Adriano de Oliveira sowie Tobias Weidinger, Jürgen Neudert)
- Morello & Barth  – Fim de Semana em Eldorado (CD, 2001, In + Out Records, mit Jorge Continentino, Joao Carlos Couthinho, Jermaine Landsberger, Kiko Continentino, Lúcio Nascimento, Alberto Continentino, Wolfgang „Lobinho“ Stadler, Reginaldo Vargas, Reginaldo Vargas, Adriano de Olivera, Fernando Pereira, Cacá Colon)

Als Sideman (Auswahl)
- Hammond Eggs Feat. Randy Brecker, Bob Mintzer, Tony Lakatos – Back in the Pan (CD, 2013, In + Out Records, mit Jermaine Landsberger, Paulo Morello, Christoph Huber sowie Dudu Penz)
- Paul Kuhn – Swing 85 (CD, 2013, In + Out Records)
- Pawel Czubatka – Drums and Dreams (CD, 2014, Label 11)
- Paulo Morello, Tizian Jost, Erivelton Silva – Afternoon in Rio (CD, 2012, In + Out Records)
- Michael Arlt Braziliana – Terra Distante (CD, 2012, GLM)
- David Plate Big Band –  Bold as Brass (CD, 2009, CBR)
- Los Dos y Companeros – Kula Sack! (CD, 2010, Messidor)